# Хазяїн (фільм, 1979)
«Хазяїн» — радянський кінофільм режисера Юрія Некрасова, знятий за однойменною п'єсою українського письменника та драматурга Івана Карпенка-Карого.

## Сюжет
Вистава Львівського академічного українського драматичного театру ім. М.Заньковецької за однойменною п'єсою Івана Карпенка-Карого. Сатира на людську любов до накопичення матеріальних статків.
Головним героєм твору є Терентій Гаврилович Пузир. Він уособлює образ українського капіталіста — землевласника, що виринув на поверхню суспільного життя, змінивши багатовіковий економічний устрій. Він тісно пов'язаний з образом Герасима Калитки у творі «Сто тисяч», але Пузир незрівнянно багатший від нього. Він уже досягнув того, про що мріяв Калитка, — мати стільки землі, щоб і за три дні не об'їхати: «Княжество! Ціле княжество!». Кілька економій, десятки тисяч овець, тисячі робітників — ось що приносить капітал Пузиреві. Він мільйонер, але прагне все більшого й більшого зиску. Пузир і сам не знає для чого йому потрібні капітали, не бачить, де їх можна застосувати. Однак, маючи великі гроші, він шукає нових шляхів наживи…

## Головні ролі
- Борис Мірус — Пузир;
- Володимир Максименко — Феноген;
- Надія Доценко — Марія Іванівна;
- Таїсія Литвиненко — Соня;
- Борис Романицький — Золотницький;
- Богдан Козак — Калинович;
- Федір Стригун — Ліхтаренко;
- П. Голота — Зеленський;
- Богдан Антків — Маюфес;
- Б. Кох — Куртц;
- А. Кириленко — Петро;
- Юрій Брилинський — Дем'ян;
- А. Тимошенко — лікар;
- В. Сухицький — урядник.

## Творча група
- Режисер-постановник: Юрій Некрасов
- Оператор: О. Андрусенко
- Художник: Мирон Кипріян
- Звукорежисер: В. Літновський
- Художник по гриму: В. Шикін
- Монтаж: Н. Аракелян
- Редактори: Л. Чалдранян, Р. Радченко
- Директор телефільму: В. Гатті